# Valenciennes FC
Valenciennes FC, of kortweg "USVA" (het acroniem van een vorige naam) is een Franse voetbalclub uit de stad Valenciennes, die werd opgericht in 1913. In het seizoen 2005/06 speelde het in de Franse Ligue 2, met Francis Decourrière als manager en Antoine Kombauré als trainer. De club eindigde als eerste, en mocht daarom na meer dan tien jaar afwezigheid weer in de Ligue 1, de hoogste Franse divisie uitkomen. In het seizoen 2006/07 wist het zich met een 17e plaats van het behoud te verzekeren. Op 26 juli 2011 werd het nieuwe stadion, het Stade du Hainaut, geopend. Dat biedt plaats aan 25.172 toeschouwers.

## Geschiedenis

### Het begin
Valenciennes FC is opgericht in 1913 door een groep jongemannen. Maar aangezien de oprichting midden in de Eerste Wereldoorlog viel, kreeg de groep in het begin geen voet aan de grond. Maar in 1916, nam een andere groep sporters contact met ze op. Ze wilden een herstart maken, onder de naam Union Sportive Valenciennes-Anzin (vandaar de initialen USVA). Onder deze naam nam de club deel aan het departementskampioenschap. Onder de leiding van de voorzitter, Marc Lélithouard, verkreeg USVA in 1933 de professionele status.

### Tijdlijn
- 1913: Oprichting van Valenciennes FC.
- 1916: Herdoopt tot Union Sportive Valenciennes-Anzin, (USVA) een naam die tot 1996 wordt behouden
- 1933: Professionele status.
- 1993: Valenciennes en Olympique Marseille raken betrokken bij een omkopingsschandaal. De voorzitter van Marseille, Bernard Tapie, zou spelers van Valenciennes hebben omgekocht zodat Marseille won, waardoor ze meer tijd hadden om zich voor te bereiden op de finale van de Champions League. Beide clubs worden gedwongen tot degradatie.
- 1996: Einde van de professionele status.
- 1996: Club herdoopt tot Valenciennes Football Club.
- 2005: Professionele status terug.
- 2005: Gepromoveerd naar de Ligue 2
- 2006: Gepromoveerd naar de Ligue 1
- 2011: Verhuizing naar het nieuwe stadion, Stade du Hainaut
- 2014: Degradatie uit de Ligue 1

## Erelijst
- Kampioen divisie 2

1972, 2006
- Kampioen divisie 3

2005
- Kampioen CFA

1998
- Coupe de France

Finalist: 1951

## Eindklasseringen
- 1946 7e
Division Interrégionale
- 1947 4e
Division Interrégionale
- 1948 10e
Division Interrégionale
- 1949 17e
Division Interrégionale
- 1950 6e
Division Interrégionale
- 1951 12e
Division Interrégionale
- 1952 3e
Division Interrégionale
- 1953 13e
Division Interrégionale
- 1954 10e
Division Interrégionale
- 1955 5e
Division Interrégionale
- 1956 3e
Division Interrégionale
- 1957 14e
Division Nationale
- 1958 15e
Division Nationale
- 1959 13e
Division Nationale
- 1960 8e
Division Nationale
- 1961 19e
Division Nationale
- 1962 2e
Division Interrégionale
- 1963 9e
Division Nationale
- 1964 6e
Division Nationale
- 1965 3e
Division Nationale
- 1966 3e
Division Nationale
- 1967 7e
Division Nationale
- 1968 5e
Division Nationale
- 1969 8e
Division Nationale
- 1970 18e
Division Nationale
- 1971 19e
Division Nationale
- 1972 1e
Division Interrégionale
- 1973 18e
Division 1
- 1974 2e
Division 2
- 1975 1e
Division 2
- 1976 12e
Division 1
- 1977 17e
Division 1
- 1978 14e
Division 1
- 1979 18e
Division 1
- 1980 8e
Division 1
- 1981 11e
Division 1
- 1982 18e
Division 1
- 1983 3e
Division 2
- 1984 5e
Division 2
- 1985 6e
Division 2
- 1986 12e
Division 2
- 1987 13e
Division 2
- 1988 9e
Division 2
- 1989 7e
Division 2
- 1990 2e
Division 2
- 1991 3e
Division 2
- 1992 1e
Division 2
- 1993 18e
Division 1
- 1994 20e
Division 2
- 1995 15e
National 1
- 1996 3e
National 1
- 1997 5e
National 2
- 1998 1e
National 2
- 1999 5e
National
- 2000 5e
National
- 2001 17e
National
- 2002 2e
CFA
- 2003 6e
National
- 2004 10e
National
- 2005 1e
National
- 2006 1e
Ligue 2
- 2007 17e
Ligue 1
- 2008 13e
Ligue 1
- 2009 12e
Ligue 1
- 2010 10e
Ligue 1
- 2011 12e
Ligue 1
- 2012 12e
Ligue 1
- 2013 11e
Ligue 1
- 2014 19e
Ligue 1
- 2015 16e
Ligue 2
- 2016 12e
Ligue 2
- 2017 14e
Ligue 2
- 2018 13e
Ligue 2
- 2019 13e
Ligue 2
- 2020 7e
Ligue 2
- 2021 11e
Ligue 2
- 2022 16e
Ligue 2
- 2023 16e
Ligue 2
- 2024 20e
Ligue 2
- 2025 9e
National

- Niveau 1
- Niveau 2
- Niveau 3
- Niveau 4

## Bekende (ex-)spelers

### Fransen
- Mathieu Assou-Ekotto
- Jean-Christophe Bahebeck
- Renaud Cohade
- Stéphane Coqu
- Gaël Danic
- Nicolas Isimat-Mirin
- Opa Nguette
- Jean-Pierre Papin
- Nicolas Penneteau
- Grégory Pujol
- Lindsay Rose
- Steve Savidan
- Anthony Le Tallec

### Buitenlanders
- Vincent Aboubakar
- Milan Biševac
- Florin Bratu
- Pascal De Wilde
- Foued Kadir
- Dominique Lemoine
- Džemaludin Mušović
- Ivica Osim
- Abdeslam Ouaddou
- Luigi Pieroni
- Piet van Rhijn
- Siaka Tiéné
- Patrick Paauwe
- Marius Noubissi

## Internationale successen van spelers
- Jorge Burruchaga, wint in 1986 de Wereldbeker met Argentinië.
- Didier Six, de laatste speler van Valenciennes die Frans international is geworden.
- David Régis, heeft door huwelijk met een Amerikaanse de Amerikaanse nationaliteit gekregen, en nam deel aan het WK 1998 met Team USA.
- Thomas Dossevi, komt uit voor Togo op het WK 2006.

## Trainer-coaches
- Philippe Montanier (2009-2011)

## Trivia
- Recordaantal toeschouwers: 21.268, op 14 maart 1955 tegen Sedan.